# Збручанское
Збруча́нское (укр. Збручанське) — село в Мельнице-Подольской поселковой общине Чортковского района Тернопольской области Украины.
До 2020 года входило в Борщёвский район.
Код КОАТУУ — 6120883301. Население по переписи 2001 года составляло 433 человека.

## Географическое положение
Село Збручанское находится на правом берегу реки Збруч,
выше по течению на расстоянии в 1,5 км расположено село Залесье,
ниже по течению на расстоянии в 5 км расположено село Кудринцы,
на противоположном берегу — село Чернокозинцы.

## История
- 1393 год — первое упоминание о селе.

## Объекты социальной сферы
- Школа I—II ст.
- Клуб.

## Памятники

### Архитектуры
- Церковь перенесения мощей Святителя Николая (14 век; каменная, реставрирована в 1989 г.) — самая древняя на Тернопольщине, и одна из старейших на Западной Украине ,
- Костёл Святого Яна Непомуцкого (1731).

### Природы
На территории Збручанского есть памятник природы местного значения — пещера Збручанская (Цапова Дюра). Село граничит с национальным природным парком «Подольские Товтры».

## Галерея

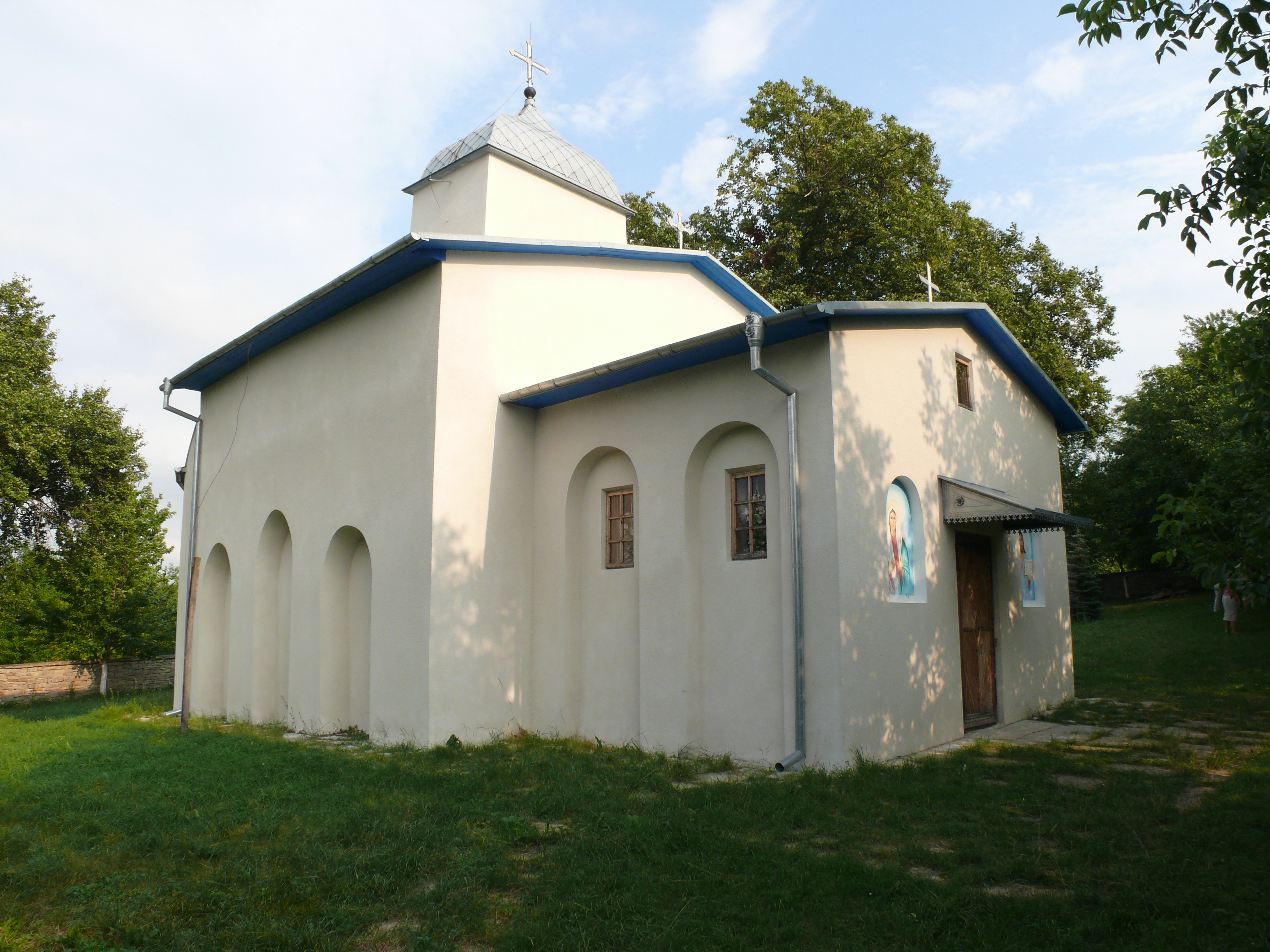
Церковь перенесения мощей Святителя Николая
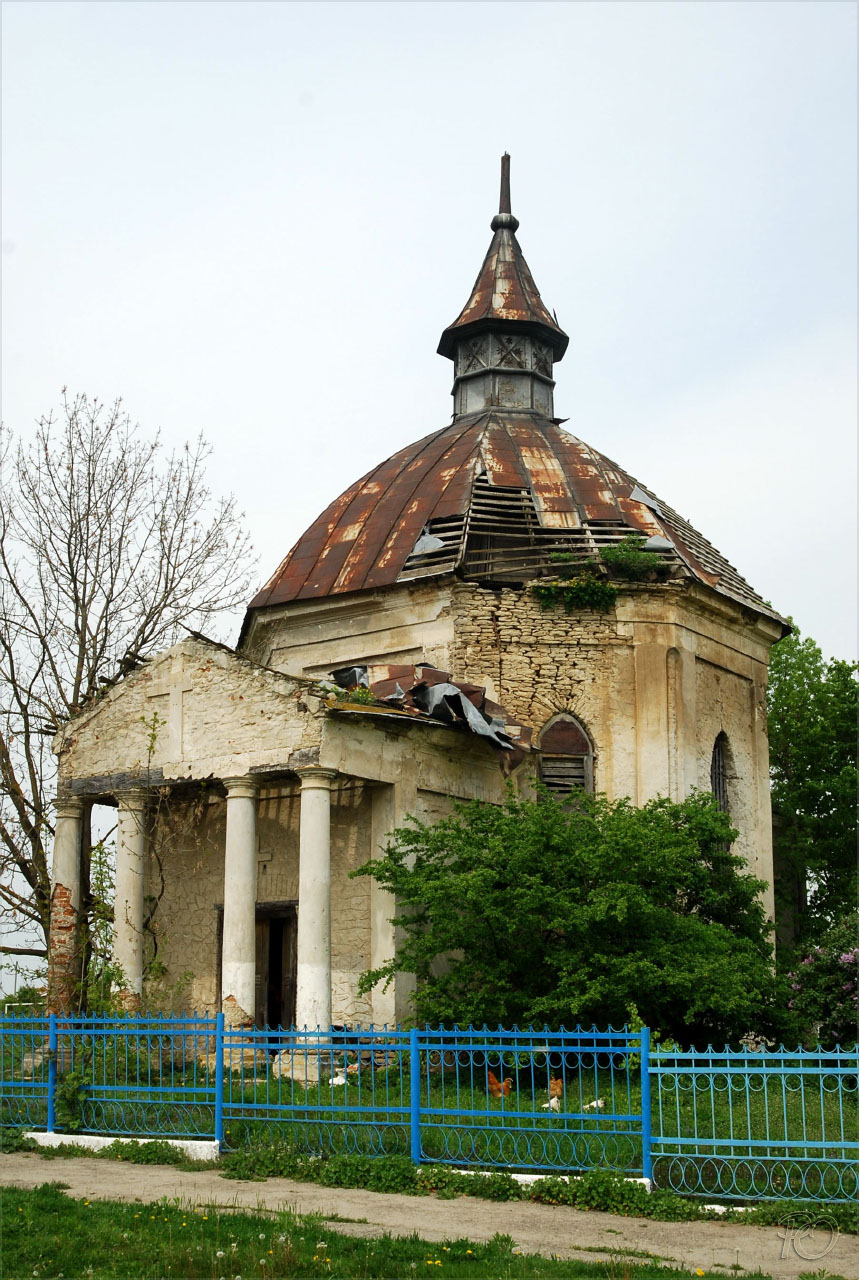
Костёл Святого Яна Непомуцкого
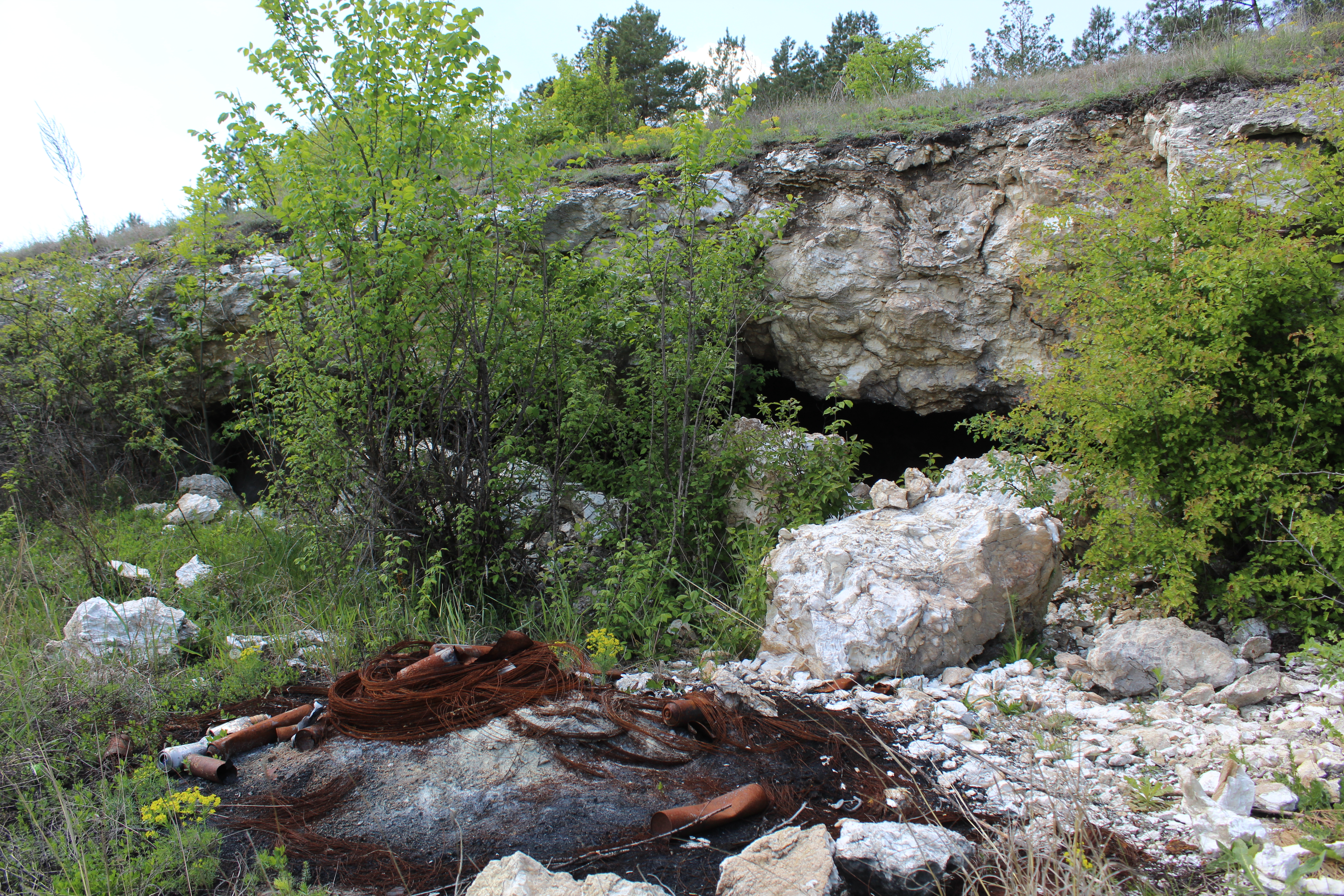
Карстовая пещера Збручанская